# Uttlesford
Uttlesford è un distretto dell'Essex, Inghilterra, Regno Unito, con sede a Saffron Walden.
Il distretto fu creato con il Local Government Act 1972, il 1º aprile 1974 dalla fusione del borough di Saffron Walden col distretto rurale di Dunmow e il distretto rurale di Saffron Walden.
Nel distretto ha luogo l'aeroporto di London Stansted

## Parrocchie civili
- Arkesden
- Ashdon
- Aythorpe Roding
- Barnston
- Berden
- Birchanger
- Broxted
- Chickney
- Chrishall
- Clavering
- Debden
- Elmdon
- Elsenham
- Farnham
- Felsted
- Great Canfield
- Great Chesterford
- Great Dunmow
- Great Easton
- Great Hallingbury
- Great Sampford
- Hadstock
- Hatfield Broad Oak
- Hatfield Heath
- Hempstead
- Henham
- High Easter
- High Roothing
- Langley
- Leaden Roding
- Lindsell
- Little Bardfield
- Little Canfield
- Little Chesterford
- Little Dunmow
- Little Easton
- Little Hallingbury
- Little Sampford
- Littlebury
- Manuden
- Margaret Roding
- Newport
- Quendon and Rickling
- Radwinter
- Saffron Walden
- Sewards End
- Stansted Mountfitchet
- Stebbing
- Strethall
- Takeley
- Thaxted
- Tilty
- Ugley
- Wenden Lofts
- Wendens Ambo
- White Roothing
- Wicken Bonhunt
- Widdington
- Wimbish